# Anthomyia nodulosa
Anthomyia nodulosa är en tvåvingeart som beskrevs av Griffiths 2001. Anthomyia nodulosa ingår i släktet Anthomyia och familjen blomsterflugor.
Artens utbredningsområde är Montana. Inga underarter finns listade i Catalogue of Life.